# Jean Le Moal

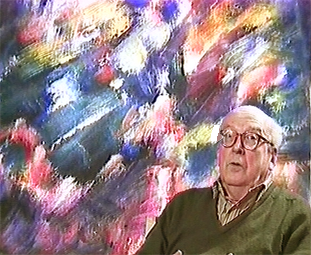
Jean Le Moal

Jean Le Moal (* 30. Oktober 1909 in Authon-du-Perche, Frankreich; † 16. März 2007 in Chilly-Mazarin, Frankreich) war ein französischer Maler, Theaterdekorateur und Bildhauer. Er gehört zu den bedeutenden Vertretern der Abstrakten Malerei nach dem Zweiten Weltkrieg.

## Leben

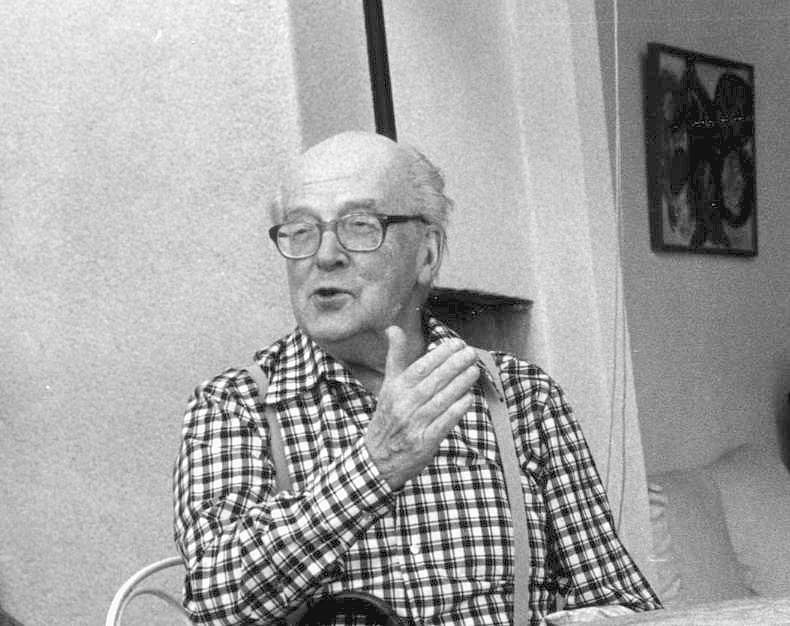
Jean Le Moal, 1985

Jean Le Moal verbrachte seine Kindheit im Département Ardèche und bereiste oft die Bretagne. 1923 kam er auf das Gymnasium von Annecy. Ab 1926 studierte Le Moal an der École des Beaux-Arts von Lyon. Er besuchte Museen, befasste sich mit Malerei und der Literatur von Élie Faure.
1929 zog er nach Paris. Dort beschäftigte er sich mit der Kunst von Paul Cézanne, mit Le Corbusier, den aktuellen Strömungen des Kubismus und Fauvismus und mit dem Werk von Othon Friesz, Amedeo Modigliani, Chaim Soutine und André Derain. Im Louvre kopierte er Malereien verschiedener Epochen.
Er begann ein Studium an den Académies de Montparnasse. 1931 lernte er Alfred Manessier und 1935 Jean Bertholle kennen. Mit beiden verband ihn eine intensive Freundschaft. Gemeinsam mit Alfred Manessier schrieb er sich an der Académie Ranson bei Roger Bissière ein. Zusammen mit Étienne Martin und François Stahly beschäftigte sich Le Moal mit Bildhauerei.
Zusammen mit Bertholle, Bissière, Manessier, Etienne Martin und Stahly stellte er 1936 in Lyon, 1938 und 1939 im Pariser Salon d’Automne (Herbstsalon) aus, wie auch die Gruppe «Témoignage», die von Marcel Michaud geleitet wurde. 1937 lernt er Robert Delaunay kennen und dekorierte mit Bertholle und Manessier einen Pavillon einer Verkehrsmesse. Mit Jean Bazaine gestaltete er einen Pavillon in einer Jugendherberge. In derselben Zeit war er auch als Theaterdekorateur tätig.
An der 1941 in der Galerie Braun von Bazaine organisierten Ausstellung «Vingt jeunes peintres de tradition française» nahm er teil mit Bertholle, Charles Lapicque, Manessier, Édouard Pignon, Gustave Singier und anderen. Mit solchen Ausstellungen protestierten sie alle gegen die Diffamierung der Modernen Kunst als Entartete Kunst durch die Nationalsozialisten.
1952 starb Le Moals Frau, die Bildhauerin Juana Muller. In den folgenden Jahrzehnten erhielt seine Kunst internationale Aufmerksamkeit und Anerkennung. 1959 war er Teilnehmer der documenta II in Kassel. Bis ins hohe Alter arbeitete er künstlerisch als Theaterdekorateur, Maler und Gestalter von Glasfenstern in Kirchen und Kathedralen.

## Auszeichnungen
- 1984: Ordre des Arts et des Lettres (Komtur)[1]